# Francis Joseph Klein
Francis Joseph Klein (* 6. August 1911 in Sedley, Saskatchewan, Kanada; † 3. Februar 1968) war ein kanadischer Geistlicher und römisch-katholischer Bischof von Calgary.

## Leben
Francis Joseph Klein empfing am 2. September 1934 das Sakrament der Priesterweihe.
Am 28. Februar 1952 ernannte ihn Papst Pius XII. zum Bischof von Saskatoon. Der Erzbischof von Toronto, James Charles Kardinal McGuigan, spendete ihm am 30. April desselben Jahres die Bischofsweihe; Mitkonsekratoren waren der Erzbischof von Regina, Michael Cornelius O’Neill, und der Erzbischof von Winnipeg, Philip Francis Pocock. Die Amtseinführung erfolgte am 8. Mai 1952.
Francis Joseph Klein nahm an allen vier Sitzungsperioden des Zweiten Vatikanischen Konzils teil. Papst Paul VI. ernannte ihn am 25. Februar 1967 zum Bischof von Calgary.